# 750
- Wikisource

| Calendário gregoriano                                                        | 750 DCCL                        |
| Ab urbe condita                                                              | 1503                            |
| Calendário arménio                                                           | 199 – 200                       |
| Calendário bahá'í                                                            | -1094 – -1093                   |
| Calendário budista                                                           | 1294                            |
| Calendário chinês                                                            | 3446 – 3447                     |
| Calendário copta                                                             | 466 – 467                       |
| Calendário etíope                                                            | 742 – 743                       |
| Calendários hindus - Vikram Samvat - Calendário nacional indiano - Cáli Iuga | 805 – 806 671 – 672 3850 – 3851 |
| Calendário Holoceno                                                          | 10750                           |
| Calendário islâmico                                                          | 132 – 133                       |
| Calendário judaico                                                           | 4510 – 4511                     |
| Calendário persa                                                             | 128 – 129                       |
| Calendário rúnico                                                            | 1000                            |
| Calendário solar tailandês                                                   | 1293                            |

750 (DCCL, na numeração romana) foi um ano comum do século VIII que começou numa quinta-feira, segundo o calendário juliano.  Segundo o horóscopo chinês, foi o ano do Tigre.
| Ano completo                    |
| ------------------------------- |
| Ano comum com início ao domingo |

## Eventos
- O última califa omíada, Maruane II (r. 744–750) é deposto e executado por Açafá, que se torna no primeiro califa abássida.
- Governo de Gilberto de Narbona na cidade de Narbona, França.

## Mortes
- Maruane II, último califa Omíada (n. 688)